# 李子奇
李子奇（1956年8月27日—），男，香港甘草演員，前香港無綫電視基本藝人合約藝員。

## 生平
李子奇生於1950年代中期的小康之家，為家中的獨生子，亦是已故名粵劇武生靚元亨（李雁秋）孻孫。父母均為教育界人士，對他的管教嚴厲。他1968年小學畢業，同年原獲派入讀金文泰中學，中學時期曾就讀陳瑞祺（喇沙）書院（中五）及聖若瑟英文中學（預科），1975年畢業後就讀加拿大溫莎大學。前後用了兩年時間完成大學課程。1977年，他返回香港工作。初時在本地私人機構任職售貨員。及後於1980年轉職為香港公務員（廉政公署行動組調查員），在廉政公署工作6年期間，因為熱愛演戲，又有朋友介紹當時一齣美國荷里活電影《Harry's Hong Kong》的演員招募，所以他參與試鏡。結果成功獲得一個演出華人警官角色的機會。因為在香港當公務員不可兼職，他便寫了一張支票予政府，賠償一個月的薪金就辭職。後來他參加1986年亞洲電視第一屆「電視先生競選」加入香港演藝圈（參選之前為一名保險從業員），並嘗試拍劇和主持節目。至1988年，他申請移民加拿大多倫多，從事華人汽車銷售員和地產經紀的工作。不過李子奇仍然放不下自己想演戲的心意，之後他返回香港，且獲當時無綫電視藝員科經理陳灌明的協助下於1990年加入無綫電視。《茶煲世家》為其第一套在無綫電視演出的作品。
李子奇在無綫電視服務逾二十年，除了演出戲劇之外還有演出電影《非常時刻》（又名：《愛在非常時刻》）、《警局奇案》（又名：《殺入警察局》）等膾炙人口的電影。2003年，無線電視曾削減李子奇與一班甘草或綠葉演員的薪金和基本演出數目，故李氏曾一度離開無線電視台、重返亞洲電視，至2006年才離開亞視並重返無綫電視。以往他曾經做過紅酒以及凍肉生意。目前他仍然繼續從事演藝行業和到處登台唱歌，間中會去溫哥華休息；2017年9月中約滿後便離開無綫電視，並往當地定居。
另外，李子奇外形有點像外國人，所以常在警匪劇中飾演警官（往往是劇中職位最高的華人警官），尤其擅演西裝人士、毒辣經理、小人、算命高手等角色，代表作爲《醉打金枝》及《金裝四大才子》中善於算命的「卜一卜」。

## 軼聞
- 李子奇在亞洲電視拍攝電視劇時曾被馬匹戲弄，故此之後對於騎馬存有恐懼。[註 7]
- 他曾於 TVB mytv 的訪問中提到自己視已故演員王偉為啟蒙老師。由於自己沒有上過訓練班學習演戲，他便用了好幾年時間摸索演戲的方法。其中他向王偉請教時，王偉教他嘗試為角色寫自傳，即一個角色由細到大的成長過程如何，以便投入角色當中。[註 8]
- 他自言最難忘的演戲經驗是拍攝天龍八部中飾演「雲中鶴」一角。當時李子奇正在拍攝其他劇集，他要在休息不足的情況下開工。雖然精神不夠以致差一點發生意外，但他認為這是既辛苦又具滿足感，且享受拍攝過程的一段經歷。[註 9]
- 2002年，李子奇拍攝劇集《絕世好爸》時，與劉錦玲有一場分手拉扯戲分。但二人拍戲時劉錦玲指李子奇觸摸她的胸部。事後直到2007年，女方才為他平反。[3][4]
- 李子奇曾於2002年與井莉傳出緋聞，惟被女方否認。[5]
- 他的嗜好是釣魚，公餘時會和圈中友人如演員鬼塚、曾偉明等一齊釣魚。[註 10]
- 2016年，因其容貌與藝人泰臣相似，故曾成為網民討論話題。[6]
- 他自大學畢業回流香港後開始蓄八字鬚，至現在未試過完全剃掉。[註 11]
- 李子奇曾投考香港海關及皇家警察未遂。最後獲廉政公署聘用。

## 演出作品

### 電視劇（無綫電視）
| 首播   | 劇名               | 角色                                     |
| 1990年 | 茶煲世家           | Roger（程子東上司）                      |
| 1991年 | 男盜女差           | 劉偉德                                   |
| 1991年 | 夢裡伊人           | 容瑞祥                                   |
| 1991年 | 命運迷宮           | 細 華                                    |
| 1992年 | 壹號皇庭           | 甘 權                                    |
| 1992年 | 重案傳真           | 飛虎隊指揮官                             |
| 1992年 | 水滸英雄傳         | 王 倫                                    |
| 1995年 | 神鵰俠侶           | 尼摩星                                   |
| 1995年 | 刑事偵緝檔案II     | 醫 生                                    |
| 1995年 | 廉政英雌之火槍柔情 | 劉東榮 (John)                            |
| 1996年 | 900重案追兇        | 劉兆松（劉采眉父親）                     |
| 1996年 | 笑傲江湖           | 賈布                                     |
| 1997年 | 壹號皇庭V          | Ricky                                    |
| 1997年 | 狀王宋世傑         | 良無相                                   |
| 1997年 | 醉打金枝           | 卜一卜                                   |
| 1997年 | 天龍八部           | 雲中鶴                                   |
| 1997年 | 保護證人組         | 彭國棟                                   |
| 1997年 | 真情               | 基哥 關永佳                              |
| 1997年 | 皇家反千組         | 陳Sir                                    |
| 1998年 | 天地豪情           | 劉祖蔭（Peter）                          |
| 1998年 | 外父唔怕做         | 林公子                                   |
| 1998年 | 陀槍師姐           | 何一正                                   |
| 1998年 | 掃黃先鋒           | 危險奇                                   |
| 1998年 | 鹿鼎記             | 殷 錦                                    |
| 1998年 | 真情               | 的士司機                                 |
| 1999年 | 狀王宋世傑II       | 胡 運                                    |
| 1999年 | 金玉滿堂           | 林老闆                                   |
| 1999年 | 金玉滿堂           | 薛其川                                   |
| 1999年 | 先生貴性           | 鍾德勝                                   |
| 1999年 | 烈火雄心           | 阿 楊                                    |
| 1999年 | 布袋和尚           | 南郡王                                   |
| 1999年 | 寵物情緣           | 王 英                                    |
| 1999年 | 鑑證實錄II         | 林律師（Martin）                         |
| 1999年 | 反黑先鋒           | 賣魚勝                                   |
| 1999年 | 人龍傳說           | 大 臣（第1、14集）                       |
| 1999年 | 人龍傳說           | 大臣丙（第4集）                          |
| 1999年 | 創世紀             | Peter Leung（第41集）                    |
| 2000年 | 無業樓民           | Ben                                      |
| 2000年 | 碧血劍             | 溫 七                                    |
| 2000年 | 醫神華陀           | 劉 備                                    |
| 2000年 | 陀槍師姐II         | 何一正                                   |
| 2000年 | 男親女愛           | 賈正藥                                   |
| 2000年 | FM701              | 鮑一柱（Alex）                           |
| 2001年 | 金裝四大才子       | 卜一卜                                   |
| 2001年 | 倚天屠龍記         | 無 祿                                    |
| 2001年 | 美味情緣           | 伊 藤                                    |
| 2001年 | 廉政追擊           | 何榮基                                   |
| 2001年 | 陀槍師姐III        | 何一正                                   |
| 2002年 | 皆大歡喜           | 金石齋老闆                               |
| 2002年 | 法網伊人           | 錢進富（第7、8集）                       |
| 2002年 | 談判專家           | 韋 Sir                                   |
| 2002年 | 絕世好爸           | 菊次郎                                   |
| 2003年 | 洗冤錄II           | 紀耀民                                   |
| 2006年 | 匯通天下           | 王老幫（十三老幫）                       |
| 2006年 | 賭場風雲           | 錢老闆（第11、12集）                     |
| 2006年 | 潮爆大狀           | 梅富豪（蔣文滔的富貴朋友）               |
| 2006年 | 高朋滿座           |                                          |
| 2006年 | 愛情全保           | 馬 Sir                                   |
| 2006年 | 識法代言人         | Paul                                     |
| 2006年 | 亂世佳人           | 中居俊二（日本軍官）                     |
| 2007年 | 強劍               | 天山派大師兄                             |
| 2007年 | 歲月風雲           | 木 川（福川代表）                        |
| 2007年 | 布衣神相           | 張幸手（天慾宮褐木壇壇主，沈星南之探子） |
| 2007年 | 通天幹探           | 標 哥                                    |
| 2007年 | 同事三分親         | 彭冠中（第343集）                        |
| 2007年 | 畢打自己人         | 羅監製（第10集）                         |
| 2008年 | 千謊百計           | 天津海事署署長（第5、6集）               |
| 2008年 | 秀才愛上兵         | 蔡老闆                                   |
| 2008年 | 少年四大名捕       | 完顏皇爺（金國世子之父）                 |
| 2009年 | ID精英             | 潘弘生                                   |
| 2009年 | 巾幗梟雄           | 岑老闆                                   |
| 2009年 | 有營煮婦           | Gilbert                                  |
| 2009年 | 宮心計             | 赤村直樹                                 |
| 2009年 | 巴不得爸爸...      | 張董事長                                 |
| 2010年 | 秋香怒點唐伯虎     | 東廠首領                                 |
| 2010年 | 飛女正傳           | 李志星                                   |
| 2010年 | 談情說案           | 景博表叔                                 |
| 2010年 | 施公奇案II         | 盧有財                                   |
| 2010年 | 刑警               | 贺佳喆老闆                               |
| 2010年 | 誘情轉駁           | 趙 英                                    |
| 2011年 | 魚躍在花見         | 櫻老闆                                   |
| 2011年 | 點解阿Sir係阿Sir   | Melvin                                   |
| 2011年 | 天與地             |                                          |
| 2012年 | 我外母唔係人       | 導 演                                    |
| 2013年 | 情逆三世緣         | 評判昇                                   |
| 2013年 | 神鎗狙擊           | 梁君雄                                   |
| 2014年 | 新抱喜相逢         | Mr. Powers                               |
| 2014年 | 名門暗戰           | 黄敬业                                   |
| 2015年 | 宦海奇官           | 余定帆                                   |
| 2015年 | 四個女仔三個BAR    | 鄧志熊                                   |
| 2015年 | 倩女喜相逢         | 魔 鏡 （由陳卓智配音）                   |
| 2015年 | 衝線               | Ivan                                     |
| 2015年 | 華麗轉身           | 編 輯                                    |
| 2015年 | 張保仔             | 戚                                       |
| 2015年 | 梟雄               | 孫仲偉                                   |
| 2015年 | 刀下留人           | 監斬官                                   |
| 2016年 | 愛情食物鏈         | 羅 四                                    |
| 2016年 | 警犬巴打           | 黎溢湫父親                               |
| 2016年 | 末代御醫           | 洪金贊                                   |
| 2016年 | 火線下的江湖大佬   | 張 Sir                                   |
| 2016年 | 愛·回家之八時入席  | 霍先生（第24集）                         |
| 2016年 | 完美叛侶           | 梁樹輝                                   |
| 2016年 | 一屋老友記         | 禿老闆                                   |
| 2016年 | 城寨英雄           | 大 佬                                    |
| 2016年 | 為食神探           | 名偵痾南                                 |
| 2016年 | 律政強人           | 林敬龍                                   |
| 2016年 | 巨輪II             | 鄧律師                                   |
| 2016年 | 幕後玩家           | 彭志遠                                   |
| 2017年 | 財神駕到           | 吳錦旭                                   |
| 2017年 | 與諜同謀           | 駱九鼎                                   |
| 2018年 | 波士早晨           | 左 治                                    |

### 電視劇（亞洲電視）
| 首播   | 劇名                   | 角色                       |
| 1986年 | 清末四大奇案           | 韋傍友（單元：楊月樓奇冤） |
| 1987年 | 滿清十三皇朝之努爾哈赤 | 阿巴泰                     |
| 1987年 | 香港情                 |                            |
| 2004年 | 媽媽我真的愛你         | Dr. Sit                    |

### 電視劇（中國內地）
| 首播   | 劇名       | 角色     |
| 2016年 | 大明錦衣衛 | 貢嘎扎西 |

### 網劇（Netflix）
| 首播   | 劇名         | 角色    |
| 2019年 | Wu Assassins | Mr. Wah |

### 電影
| 首映   | 電影名                   | 角色       |
| 1987年 | Harry's Hong Kong        | 警 員      |
| 1988年 | 鬼馬保鑣賊美人           | 李子奇     |
| 1993年 | 嬌娃不設防三度偷情       |            |
| 1993年 | 艷降                     |            |
| 1994年 | 地下裁決                 |            |
| 1994年 | 瘋劫孽                   | Jackson    |
| 1996年 | 驚變                     | 陳律師     |
| 2000年 | 月夜閃靈                 |            |
| 2003年 | 愛在非常時刻             |            |
| 2003年 | 香港特區警察系列之兵捉賊 | 局 長      |
| 2003年 | 非典人生                 |            |
| 2003年 | 殺入警察局               |            |
| 2004年 | 新警察故事               | 梁麥斯父親 |
| 2004年 | 終極追緝令               |            |
| 2005年 | 左輪右妳                 | 局 長      |
| 2017年 | 昆侖道經                 |            |

### 微電影
| 首映   | 電影名                      | 角色   |
| 2015年 | 心魅 （页面存档备份，存于） | 祈亦正 |
| 2015年 | 犬犬相識                    |        |

### 綜藝節目
| 首播          | 節目名   | 備註                         |
| 亞洲電視      |          |                              |
| 1986 - 1987年 | 我愛香港 | 主持（與薰妮、羅銘偉等合作） |
| 無綫電視      |          |                              |
| 2005年        | 奇幻潮   | 演出（志恆及家偉父親）       |
| 2015年        | 一綫娛樂 | 嘉賓                         |

### 電台節目
- 2016年2月22至26日：香港電台第二台《守下留情》

## 曾獲獎項
| 年份   | 獎項                                       | 結果 |
| 1986年 | 亞洲電視第一屆「電視先生」選舉「活力先生」 | 獲獎 |

## 外部連結
- Tvb李子奇的新浪微博
- 李子奇的Facebook專頁
- 李子奇在香港影庫上的簡介

※ 電台訪問資料
- 近代豪俠系列三十四：嘉賓 李子奇（共5個相關廣播訪問） （页面存档备份，存于）